# Gorg de l'Infern (Granera)

El Gorg de l'Infern en el terme de Granera

El Gorg de l'Infern és un gorg del terme municipal de Granera, a la comarca del Moianès.
Està situat a la vall del torrent de la Riera, en la zona central del terme. És a llevant del Serrat de les Puces, al nord de l'Hort del Pi i en el vessant nord-oest de la Carena de Serraltes.